# Dealing With It
Dealing With It es el segundo disco del grupo estadounidense D.R.I.. En este disco, la banda añade algunas canciones de crossover thrash a su repertorio, tales como "Nursing Home Blues" o "Argument Then War". Algunas canciones son regrabaciones de temas de Dirty Rotten LP.

## Temas
1. "Snap" – 1:10
2. "I'd Rather Be Sleeping" – 1:12
3. "Marriage" – 0:53
4. "Yes Ma'am" – 1:56
5. "Soup Kitchen" – 2:02
6. "Mad Man" – 1:40
7. "Stupid, Stupid War" – 0:26
8. "Counter Attack" – 1:02
9. "Couch Slouch" – 1:26
10. "God Is Broke" – 1:07
11. "Karma" – 2:16
12. "Nursing Home Blues" – 3:50
13. "I Don't Need Society" – 1:36
14. "Give My Taxes Back" – 0:56
15. "The Explorer" – 1:36
16. "Reagonomics" – 0:46
17. "How to Act" – 1:10
18. "Shame" – 1:09
19. "Argument Then War" – 3:23
20. "Evil Minds" – 0:59
21. "Slit My Wrist" – 0:30
22. "Busted Again" – 0:54
23. "Equal People" – 0:51
24. "On My Way Home" – 1:00
25. "Bail Out" – 0:44
26. "Running Around" - 1:01
27. "Sad to Be" - 2:09

## Miembros
- Spike Cassidy – Guitarra, bajo
- Kurt Brecht – Voces
- Felix Griffin – Batería
- Mikey Offender - Bajo